# Antonio Guerrero (músico)
Antonio Ramón Guerrero Palomino, conocido simplemente como Antonio Guerrero (Talavera de la Reina, 10 de mayo de 1709-Madrid, 17 de enero de 1776) fue un músico, compositor y guitarrista del clasicismo español.

## Biografía
Provenía de una familia antigua y ampliamente consagrada al teatro, los Salazar. Su hermano fue el famoso actor, cantante, escritor y empresario teatral Manuel Guerrero, fallecido en 1754 cuando triunfaba en los teatros de Madrid; menos conocido es su hermano pequeño, el también actor Vicente Guerrero, natural de Manzanares e instrumentista de violón, fallecido en 1758. Muy niño fue con sus padres a Madrid y allí estuvo hasta los diez años con su padre; luego fue a Sigüenza para aprender música hasta los diecisiete años; luego volvió a Madrid dos años y marchó a Zaragoza, donde empezó su trayectoria como músico teatral. Desde 1733 trabajó como compositor y guitarrista en la compañía teatral de su hermano Manuel Guerrero y en la de María Hidalgo y estuvo entre los más considerados y exitosos compositores de tonadillas y música escénica en el Madrid del siglo XVIII. De 1757 fue a 1762 fue músico del coliseo del Príncipe y desde este último año alternó también con el coliseo de la Cruz; para ellos escribió tonadillas y sainetes de corte popular e influencia italiana. Se le atribuye la música de diez tonadillas, sesenta y nueve sainetes y diez entremeses, además de la música incidental para la Comedia del arca de Noé, la de El lucero de Castilla y la de Los señores fingidos.
Se casó dos veces y compuso además de tonadillas mucha música incidental para piezas de teatro clásico y contemporáneo, e incluso una misa que no se ha conservado. Fue coetáneo de los maestros Pablo Esteve, Luis Misón, Pablo del Moral, Blas de Laserna, Fernando Ferandiere o Manuel Pla, entre otros.